# Торчин (Старосілецька сільська громада)
То́рчин  —  село в Україні, у Житомирському районі Житомирської області. Входить до складу Старосілецької сільської громади. Населення становить 810 осіб.

## Історія
Назва села походить від тюркомовних племен торків, які у 11 — 13 століттях захищали південні рубежі Київської Русі.
У 1895 році село Потіївської волості Радомисльського повіту Київської губернії. Відстань від повітового міста 18 верст. Дворів 211, мешканців 1112. Православна церква Різдва Пресвятої Богородиці, церковно-парафіяльна школа, вітряк.
05 лютого 1965 року Указом Президії Верховної Ради Української РСР передано Торчинську сільраду Радомишльського району до складу Коростишівського району.

## Відомі люди
- Бондар Олександр Володимирович — український військовик, учасник російсько-української війни[3].
- Печенюк Федір Йосипович (нар. 1906 — † 1965) — Герой СРСР.[4] Похоронений у м. Житомирі на древньому Російському кладовищі.
- Артемчук Яков Антонович (нар. 1921 -  + 2009) — заслужений раціоналізатор СРСР, авіатор, аматор, інженер, конструктор, мідник, вулканізатор, електрик, електросварщик, слюсар, дизеліст, лауреат премії "Золоті руки" Похований у м. Житомирі на Новокрошнянському кладовищі.